# 羊竹子
羊竹子（学名：Drepanostachyum saxatile）为禾本科镰序竹属下的一个种。

## 扩展阅读
- 維基物種上的相關：羊竹子